# 荻野葉月
荻野葉月（おぎの はづき、8月30日 - ）は、日本の女性声優。富山県黒部市出身。81プロデュース所属。

## 来歴
小学3〜4年生の頃、あまりにも引っ込み思案だったため、母が外に出そうとして、ワークショップに申し込んでいたという。
声優になろうと思ったきっかけは小学生の夏休みに参加したワークショップで演劇に興味を持ち、自身の好きなことを仕事にしたいと思ったことから。そのアニメ作品として『カレイドスター』を挙げている。
2016年4月1日付けで81プロデュース所属。
2021年、8 beat Story♪にて神楽月役を引き継ぐ事が発表された。

## 人物
方言は富山弁。趣味・特技は歌唱、イラスト、裁縫、バドミントン。
小学校時代の後半から中学時代までバドミントンをしていた。高校時代では放送部に所属していたが、イメージとは違ったため、調理部に移籍し、2年間くらい毎週菓子を作っていたという。

## 出演
太字はメインキャラクター。

### テレビアニメ
2017年
- 笑ゥせぇるすまんNEW（女性研究員）
- 縁結びの妖狐ちゃん
- プリンセス・プリンシパル（女子生徒、少女、フェンシング部、訓練生）
- 異世界はスマートフォンとともに。（2017年 - 2023年、ギルド受付嬢、プリム） - 2シリーズ
- アイドルタイムプリパラ（女の子）

2018年
- キラッとプリ☆チャン（2018年 - 2020年、出場者、しらす母、一〈にのまえ〉るい、スーマ、あめちゃんず 他）
- ヲタクに恋は難しい（参加者）
- ぱすてるらいふ（モブ女①）
- ゆらぎ荘の幽奈さん（女性）

2019年
- まほうのルミティア Luminary Tears（シュナティア）
- ワンパンマン（少年C、男子A）
- キラキラハッピー★ ひらけ!ここたま（みつひこ）
- ありふれた職業で世界最強（ハウリア族 母親）
- ライフル・イズ・ビューティフル（生徒、岡幡睦）

2020年
- とある科学の超電磁砲T（二之腕生徒、口囃子早鳥）
- 異種族レビュアーズ（低級淫魔A）
- 22/7（男子）
- 推しが武道館いってくれたら死ぬ（女子アナ）
- ダーウィンズゲーム（プレイヤー女A）
- 食戟のソーマ 豪ノ皿（女子生徒A）
- 神之塔 -Tower of God-（ロゼアール）
- ハクション大魔王2020（女性店員）
- あひるの空（女子生徒）
- かぐや様は告らせたい?〜天才たちの恋愛頭脳戦〜（友人）
- ダンジョンに出会いを求めるのは間違っているだろうか（2020年 - 2024年、マーメイド、フレイヤ・ファミリア） - 2シリーズ
- 憂国のモリアーティ（令嬢D、女優）
- キングスレイド 意志を継ぐものたち（2020年 - 2021年、少女2、女の子2）
- 炎炎ノ消防隊 弐ノ章（女子生徒）
- アイドリッシュセブン Second BEAT!（記者B）

2021年
- たとえばラストダンジョン前の村の少年が序盤の街で暮らすような物語（女B、メイド）
- ホリミヤ（2021年 - 2023年、女子高校生、女子生徒C） - 2シリーズ
- BLUE REFLECTION RAY/澪（少女）
- イジらないで、長瀞さん（女、風紀委員）
- 86-エイティシックス-（少年、アイドル女） - 2シリーズ
- SHAMAN KING（リゼルグの父）
- 月が導く異世界道中（猫耳むすめ、冒険者①）
- ラブライブ!スーパースター!!
- NIGHT HEAD 2041（保育士女性A）

2022年
- CUE!（遠野美弥子）
- からかい上手の高木さん3（子供）
- 舞妓さんちのまかないさん（舞妓）
- 咲う アルスノトリア すんっ!（トゥドル）
- 弱虫ペダル LIMIT BREAK（観客）
- メガトン級ムサシ（オペレーター、看護師）

2023年
- お隣の天使様にいつの間にか駄目人間にされていた件（女子アナ）
- The Legend of Heroes 閃の軌跡 Northern War（車内販売員）
- ヴィンランド・サガ（子供）
- 山田くんとLv999の恋をする（エステティシャン、大学生）
- アリス・ギア・アイギス Expansion（北落師門〈シモン〉）
- 異世界召喚は二度目です（生徒、市民、子供、母親）
- 【推しの子】
- MIX MEISEI STORY 2ND SEASON 〜二度目の夏、空の向こうへ〜（友達A）
- 僕の心のヤバイやつ（案内担当）
- アイドルマスター シンデレラガールズ U149（女性ファン）
- デッドマウント・デスプレイ（女神）
- わたしの幸せな結婚（斎森家使用人）
- SYNDUALITY Noir
- あやかしトライアングル（女子生徒）
- SHY（ショーアナウンス）
- BEYBLADE X（2023年 - 2025年、AI音声、ニゴー〈AI審判〉、アマチュアブレーダー、ゲーム音声、シュータくん改 他）
- アイドルマスター ミリオンライブ！（観客たち）
- 絆のアリル（メイドA）
- オーバーテイク!（レースクイーン）

2024年
- 俺だけレベルアップな件（2024年 - 2025年、中野、女性ハンター、ハンター、女子、子供 他） - 2シリーズ
- 戦国妖狐（岩玉）
- HIGH CARD（エマ・オールドマン）
- 2.5次元の誘惑（男性レイヤーA）
- 異世界スーサイド・スクワッド（女性客B）
- 異世界失格（雌メロス）
- 村井の恋（女子生徒）
- 魔王2099（通行人F）
- トリリオンゲーム（縁起が良いユーザーIDの女性）

2025年
- SAKAMOTO DAYS（キャスト）
- UniteUp! -Uni:Birth-（ファン）
- ざつ旅-That's Journey-（アナウンス）
- 紫雲寺家の子供たち（子供）
- ネクロノミ子のコズミックホラーショウ（つかさつぐみ）
- クレバテス-魔獣の王と赤子と屍の勇者-（町人）
- 宇宙人ムームー（園児たち）

### Webアニメ
- ゼノンザード THE ANIMATION（2020年、エレベーターガール）
- 25時、ナイトコードで。- Journey to Bloom『SELF』（2023年、女生徒）

### ゲーム
2014年
- モンスターストライク（2014年 - 2025年、カーリー、ヘルメス、フロッズ、モーツァルト、直江兼続、マミー、ラファエル、カブトロス、ツクヨミ、エンキドゥ、マリーアントワネット、オルガ、ルシファー、徳川吉宗、張飛、茨木童子、ミラージュ、ハクア、セイレーン、ハートの女王、プリンセス・ノッコ、リリム、ガリレオ、サキュバス、ショコラ、アメノウズメ、スニック、茶々、オリーブ、滝廉太郎、アンデルセン、ダンテ、ラビリンス、ネフティス、パック、九龍貴人、アップリケ、マツリ、クィーン・スプラティア、レディ・ドルチェ、買物の女帝 オリガ、西王母、はにすけ、フェルシア、トシノセ）

2016年
- 幻獣契約クリプトラクト（シィアーシャ）
- 白猫プロジェクト（2016年 - 2018年、ロロ、ルシファー）
- スターオーシャン:アナムネシス（エレオノーレ、ロシェル）
- ナイトスリンガー（ダーチョ、ドロシー）
- Battleship Girl -鋼鉄少女-（イラストリアス、ネルソン、ヴァンパイア）
- 黎冥学園生徒会〜天魔の末裔と禁断の果実〜（女子生徒 他）

2017年
- 俺タワー -Over Legend Endless Tower-（コンパス、ポンチ）
- グランドサマナーズ（ユミィ）
- 地球防衛軍5（兵士）
- ブレイブリーアーカイブ（ユミエル・ハーリア、ウェヒッテ・ユグル）
- スマッシュ&マジック（セシリア、クララ）
- グランブルーファンタジー（2017年 - 2023年、サリエリア）

2018年
- 刀使ノ巫女 刻みし一閃の燈火（浜塚さくら）
- ウイニングハンド（真珠星 スピカ、ヘスティア）
- 城姫クエスト（桑名城）

2019年
- ファイトリーグ（ルシファー、茨木童子）
- まちむす 地球防衛ライブ（秋葉原）
- MISTOVER（ウィッチ）
- 共闘ことばRPG コトダマン（2019年 - 2022年、ルシファー、茨木童子、ラファエル）
- 荒野のコトブキ飛行隊 大空のテイクオフガールズ!（ユズハ）

2020年
- ファイナルファンタジーVII リメイク
- ラストオリジン -Last Origin-（P-24ピント、A-54カリスタ、ALファントム）
- 逆転オセロニア（レーリア）

2021年
- アズールレーン（アレン・M・サムナー）
- 咲う アルスノトリア（トゥドル）
- 8 beat Story♪（2021年 - 2022年、神楽月〈2代目〉）
- メガトン級ムサシ（末永ノア、伊伏銀太〈少年〉、ミイ公）

2022年
- 駅メモ！ -ステーションメモリーズ！-（小鳥谷スピカ）

2023年
- キュービックスターズ（2023年 - 2024年、ラファエル、ネフティス）
- 原神（アイベル）

2024年
- De:Lithe Last Memories（城戸ヒカリ）
- フェスティバトル（ルシファー）
- ウィッチ・アンド・リリィズ（ジョブキャラクター）

2025年
- ヘブンバーンズレッド（ラウレッタ）

時期未定
- Kyrie & Terra（エスメ）

### ドラマCD
- THE IDOLM@STER MILLION THE@TER GENERATION 06 Cleasky（2018年、クラスメイト）

### 吹き替え

#### 映画
- マレフィセント2（2019年）[39]

#### アニメ
- アバローのプリンセス エレナ（2017年、カーラ）
- バーニーの世界（2024年、メル）

### ボイスコミック
- キョーダイなんかじゃいられない！（2019年、女子A[40]）
- いじめ シリーズ
  - ～最後の願い～（2020年、女性A[41]）
  - ～明日に向かって～（2020年、林田さん[42]）

### オーディオブック
- 芸人ディスティネーション 1～2巻（2019年 - 2020年、宮成涼花[43][44]）
- AURA 〜魔竜院光牙最後の闘い〜（2019年、子鳩志奈子[45]）
- 勇者に期待した僕がバカでした（2020年、アマリ―ジョほか[46]）
- ヒイラギエイク（2021年、仁科朝陽[47]）
- クラスメイトが使い魔になりまして 2巻（2021年、吉備野真紀美[48]）
- 前略、殺し屋カフェで働くことになりました。（2022年、鉄火[49]）
- 現実でラブコメできないとだれが決めた？（2022年、勝沼あゆみ[50]）

### テレビ番組
※はインターネット配信。
- 荻野葉月のアプリでポン（2019年 - 2020年、YouTube※）[51]

### ラジオ
※はインターネット配信
- 荻野のラジふぁぼ（2022年、Phononチャンネル※、YouTube、ニコニコ生放送）[52]

### 舞台
- ヒラオカンパニーアニソンミュージカル「魔女っ子マジョリティ the MUSICAL」（2018年、松本マリカ）

### その他コンテンツ
- 声優e-Sports部 4期生（2022年10月 - ）YouTubeでのゲーム実況

## ディスコグラフィ

### キャラクターソング
| 発売日         | 商品名                     | 歌                                                                               | 楽曲                                               | 備考                                   |
| -------------- | -------------------------- | -------------------------------------------------------------------------------- | -------------------------------------------------- | -------------------------------------- |
| 2021年2月15日  | Turquoise Wave             | MINERALS                                                                         | 「Show Your Eyes」 「Sunset」                      | 『AKROGLAM』関連曲                     |
| 2021年9月10日  | NEON SKY                   | エノ（荻野葉月）                                                                 | 「水星」                                           | 『AKROGLAM』関連曲                     |
| 2021年9月10日  | NEON SKY                   | エノ（荻野葉月）、水上雛（大森日雅）                                             | 「カスミソウ（feat. 電音部）」                     | 『AKROGLAM』関連曲                     |
| 2021年9月10日  | 秘密基地（Arranged cover） | エノ（荻野葉月）                                                                 | 「秘密基地」                                       | 『AKROGLAM』関連曲                     |
| 2021年11月24日 | Brand New Days             | 桜木ひなた（社本悠）、水瀬鈴音（天野聡美）、神楽月（荻野葉月）                   | 「Brand New Days」                                 | ゲーム『8 beat Story♪』関連曲          |
| 2022年2月28日  | AKROGLAM                   | MINERALS                                                                         | 「アングレカム」 「Cloud Nine」 「Sweet My Devil」 | 『AKROGLAM』関連曲                     |
| 2022年3月9日   | Terms/Years                | 神楽月（荻野葉月）、橘彩芽（山下七海）、姫咲杏梨（美波わかな）、メイ（澤田美晴） | 「cresc. style」                                   | ゲーム『8 beat Story♪』関連曲          |
| 2022年3月9日   | Terms/Years                | 桜木ひなた（社本悠）、水瀬鈴音（天野聡美）、神楽月（荻野葉月）                   | 「あの夏の僕らへ」                                 | ゲーム『8 beat Story♪』関連曲          |
| 2022年3月9日   | Terms/Years                | 8/pLanet!                                                                        | 「Time Progress」                                  | ゲーム『8 beat Story♪』関連曲          |
| 2024年6月26日  | 見失う自分の声を探して     | 城戸ヒカリ（荻野葉月）                                                           | 「my glow」                                        | ゲーム『De:Lithe Last Memories』関連曲 |